# Böst

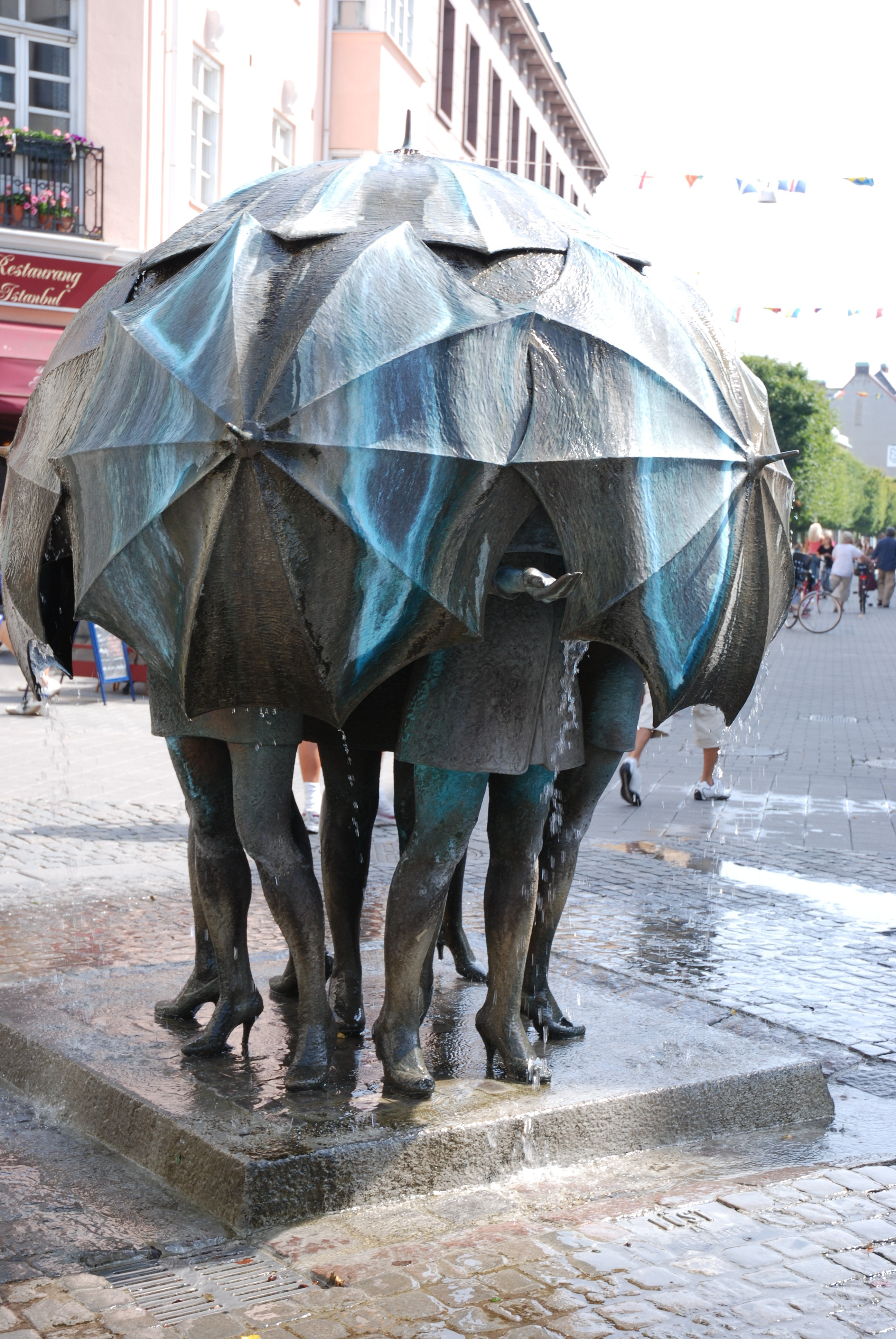
Böst.

Böst är en fontän i brons av Fred Åberg i Trelleborg.
Skulpturen står sedan 1996 på gågatan mitt i staden, vid korsningen Algatan/Corfitz Beck-Friisgatan. Böst är ett dialektord i Skåne och södra Småland, som uttalas med långt ö. Det betyder elak, ond, stygg, vild, och används i första hand för att beteckna negativa egenskaper hos väder samt hos människor och djur. Uttrycket "böst vär" betyder ungefär "skitväder" på modern svenska och var ett vanligt uttryck i den sydskånska dialekten under 1900-talet. Ordet böst kommer troligen från tyska böse. 
Böst är ett konstverk i realistisk stil och avbildar sex par flickben i högklackade skor tätt samman under en paraplyborg. Benen, som är modellerade efter konstnärens hustru Margareta och dottern Hanna Åberg, sångerska och låtskrivare, står mitt på gatan under strilande vatten. Mellan två paraplyer sträcks försiktigt ut en hand för att känna efter om regnet ska upphöra. 
Böst är den första av fem offentliga utsmyckningar av Malmöskulptören Fred Åberg i Trelleborg. Två andra skulpturer, - Nu badar vi (2000) och Nästan Halvvägs (2005) - står också i stadens centrum, och en - Sittande flicka (2004) - finns på Trelleborgs lasarett. Ko (2006) finns på Skegrie nya skola.
Fontänen har blivit ett folkkärt inslag i stadsbilden, och kommunen använder den också som ett kännemärke för staden